# Кали Торн
Калиопи „Кали“ Торн (на английски: Calliope 'Callie' Thorne) (родена на 20 ноември 1969 г.) е американска актриса. По-известни роли са ѝ тези на детектив Лора Балард в последните два сезона на „Убийство: Живот на улицата“, Елена Макнълти в „Наркомрежа“, Шийла Кийф в „Спаси ме“ и д-р Дани Сантино в „Необходима грубост“.